# Pastvina u Zahorčic
Pastvina u Zahorčic je přírodní památka v okrese Strakonice 1,5 km severně od obce Zahorčice, části obce Lnáře. Jedná se o vlhkou jednosečnou louku, která hostí charakteristicky dochovaná luční společenstva a rozsáhlý soubor vlhkomilných rostlinných druhů na svahu údolí nivy bezejmenného přítoku Smoliveckého potoka. Celá památka jen nepatrně upadá směrem k západu, geomorfologicky spadá do Horažďovické pahorkatiny.

## Flóra

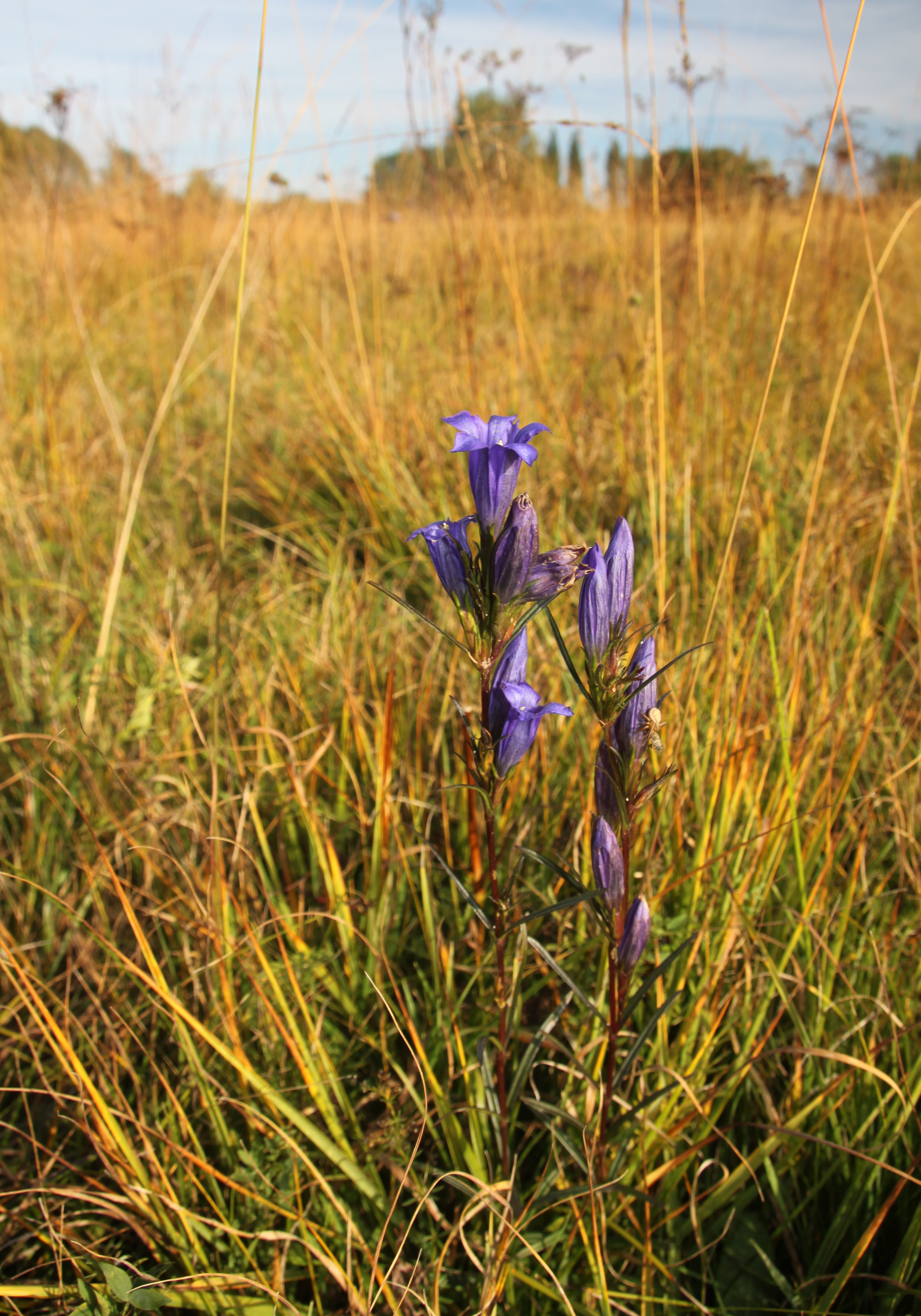
Kvetoucí hořec hořepník na Pastvině u Zahorčic

Kolem roku 2007 tvořilo památku z 50 % luční společenstvo svazu Molinion. Z flóry se zde vyskytuje bukvice lékařská (Stachys officinalis), hadí mord nízký (Scorzonera humilis), kozlík dvoudomý (Valeriana dioica), vrba rozmarýnolistá (Salix rosmarinifolia), dále hořec hořepník (Gentiana pneumonanthe), hladýš pruský (Laserpitium prutenicum), prstnatec májový (Dactylorhiza majalis), upolín evropský (Trollius europaeus), ostřice Hartmanova (Carex hartmanii), ostřice stinná (Carex umbrosa) či srpice barvířská (Serratula tinctoria).
Bez trvalé péče by památka zarostla agresivní třtinou křovištní (Calamagrostis epigejos), která se vyskytuje v západní části památky.

## Fauna
Z fauny je pak možné pozorovat hnízdící lindušku luční (Anthus pratensis) či bramborníčka hnědého (Saxicola rubetra). Z bezobratlých zde v roce 2006 nakladl vajíčka modrásek hořcový (Maculinea alcon), z vyšších živočichů zde byla pak pozorována i ropucha obecná (Bufo bufo), ještěrka obecná (Lacerta agilis), slepýš křehký (Anguis fragilis) a ťuhýk obecný (Lanius collurio). Ve snaze udržet vzácná společenstva dochází v současnosti k pravidelnému kosení louky, dříve byla využívána jako pastvina pro hospodářský dobytek.